# Peter Arne
Peter Randolph Albrecht (Kuala Lumpur, 29 settembre 1920 – Londra, 1º agosto 1983) è stato un attore britannico.

## Biografia
Noto principalmente per aver interpretato ruoli da cattivo, prese parte soprattutto a serie televisive ma anche a film, tra cui Victor Victoria (1982).
Il 1º agosto 1983 venne trovato morto nel suo appartamento, a Londra, ucciso da numerosi colpi di sgabello e un attizzatoio. A lanciare l'allarme furono i vicini che denunciarono una violenta lite. Quattro giorni dopo fu ritrovato nel fiume Tamigi il corpo di Giuseppe Perusi, un insegnante italiano che viveva nel parco locale. L'uomo si sarebbe suicidato dopo essersi sbarazzato dei pantaloni sporchi di sangue. Le indagini stabilirono che fu Perusi a uccidere Arne, per ragioni non accertate.

## Filmografia parziale

### Cinema
- Prigioniero dell'harem (You Know What Sailors Are), regia di Ken Annakin (1954)
- La spada di Robin Hood (The Men of Sherwood Forest), regia di Val Guest (1954)
- Sette secondi più tardi (Timeslip), regia di Ken Hughes (1955)
- Sopravvissuti: 2 (The Cockleshell Heroes), regia di José Ferrer (1955)
- Tarzan e il safari perduto (Tarzan and the Lost Safari), regia di H. Bruce Humberstone (1957)
- Alta marea a mezzogiorno (High Tide at Noon), regia di Philip Leacock (1957)
- La spada di D'Artagnan (The Moonraker), regia di David MacDonald (1958)
- Birra ghiacciata ad Alessandria (Ice Cold in Alex), regia di J. Lee Thompson (1958)
- Decisione di uccidere (Intent to Kill), regia di Jack Cardiff (1958)
- La guerra segreta di suor Katryn (Conspiracy of Hearts), regia di Ralph Thomas (1960)
- La storia di David (A Story of David), regia di Bob McNaught (1960)
- Il segreto di Montecristo (The Treasure of Monte Cristo), regia di Robert S. Baker e Monty Berman (1961)
- I pirati del fiume rosso (The Pirates of Blood River), regia di John Gilling (1962)
- I vincitori (The Victors), regia di Carl Foreman (1963)
- Karthoum, regia di Basil Dearden (1966)
- Questa pazza, pazza, pazza Londra (The Sandwich Man), regia di Robert Hartford-Davis (1966)
- Citty Citty Bang Bang (Chitty Chitty Bang Bang), regia di Ken Hughes (1968)
- La rossa maschera del terrore (The Oblong Box), regia di Gordon Hessler (1969)
- I terrificanti delitti degli assassini della via Morgue (Murders in The Rue Morgue), regia di Gordon Hessler (1971)
- Cane di paglia (Straw Dogs), regia di Sam Peckinpah (1971)
- All'ombra delle piramidi (Antony and Cleopatra), regia di Charlton Heston (1972)
- La papessa Giovanna (Pope Joan), regia di Michael Andrerson (1972)
- La Pantera Rosa colpisce ancora (The Return of The Pink Panther), regia di Blake Edwards (1975)
- Providence, regia di Alain Resnais (1977)
- Il segreto di Agatha Christie (Agatha), regia di Michael Apted (1979)
- Casablanca Passage (The Passage), regia di J. Lee Thompson (1979)
- Victor Victoria (Victor/Victoria), regia di Blake Edwards (1982)
- Sulle orme della Pantera Rosa (Trial of the Pink Panther), regia di Blake Edwards (1982)
- Pantera Rosa - Il mistero Clouseau (Curse of the Pink Panther), regia di Blake Edwards (1983)

### Televisione
- Assignment Foreign Legion – serie TV, episodi 1x04-1x20 (1956-1957)
- Gli invincibili (The Protectors) – serie TV, episodio 1x13 (1972)